# Кларк, Ребекка

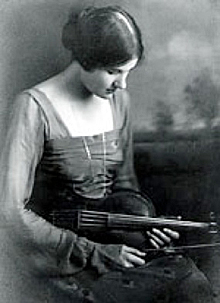
Р.Кларк с альтом. 1919

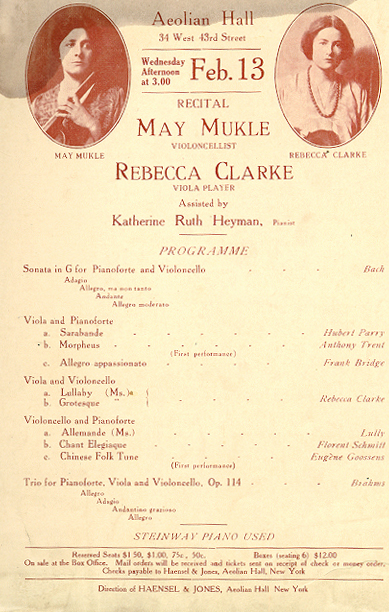
Афиша выступления Р.Кларк в 1917 году (её пьеса для скрипки и фортепиано Морфей подписана чужим именем)

Ребекка Хелферих Кларк (англ. Rebecca Helferich Clarke; 27 августа 1886, Харроу, Лондон — 13 октября 1979, Нью-Йорк) — британский композитор и альтистка американско-немецкого происхождения, одна из крупнейших женщин-композиторов Англии.

## Жизнь и творчество
Р.Кларк родилась в семье с богатыми культурными традициями. Её отец, американец, был представителем фирмы Eastman Kodak в Европе, дед по матери — профессор экономики в Мюнхене, двоюродный её дед Леопольд фон Ранке был знаменитым немецким историком. В 1903 году Ребекка начинает учёбу в Королевской музыкальной академии по классу скрипки. В 1905 году, в связи со сделанным Ребекке доцентом Академии по классу гармонии Перси Хильдером Майлзом предложением выйти за него замуж, деспотичный отец вынуждает девушку прекратить обучение (скончавшийся в 1922 году Майлз завещал Ребекке принадлежавшую ему скрипку Антонио Страдивари). В 1907 Кларк возобновляет свои занятия в Академии, на этот раз по классу композиции, став одной из первых студентов-женщин у Чарльза Стэнфорда. По его совету Р.Кларк меняет свою музыкальную специализацию со скрипки на альт, только недавно ставший самостоятельным исполнительским соло-инструментом. Брала также частные уроки у альтиста Лайонела Тертиса. В 1910 году девушка вновь была вынуждена прервать своё образование, так как была изгнана отцом из родительского дома после того, как она разоблачила и раскритиковала отцовские внебрачные похождения. Чтобы заработать на жизнь, девушка начинает весьма успешную карьеру профессиональной альтистки, став также членом различных, составленных исключительно из женщин-музыкантов камерных коллективов, в том числе квартета Норы Кленч (Norah Clench Quartet). В 1912 году она, по приглашению Генри Вуда, становится членом оркестра Куинс-холла (Queen’s Hall Orchestra), став одной из первых женщин, профессионально играющих в музыкальных оркестрах. Сочинённые ею музыкальные произведения Р.Кларк зачастую публикует под псевдонимами (например, её «Морфей» в 1917 году был подписан именем Энтони Трент).
В 1916 году Р.Кларк переезжает в США, где к тому времени уже живут два её брата. В Америке она устраивает многочисленные концерты, часто выступая вместе с виолончелисткой Мэй Макле. В 1918—1919 проводит турне на Гавайях, а в 1923 — кругосветное турне с выступлениями в странах Дальнего Востока и в британских колониях. С 1917 года Ребекка пользовалась покровительством известной американской меценатки Элизабет Кулидж (была единственной женщиной, творчеству которой Кулидж оказывала поддержку). В 1919 и в 1921 годах сочинённые Кларк Соната для альта и фортепиано и Фортепианное трио завоевали 2-е призы на организуемых Э.Кулидж Беркширских музыкальных фестивалях. В 1922 году, получив гонорар в 1.000 $, Кларк пишет для своей покровительницы Рапсодии для альта и фортепиано.
В 1924 композитор возвращается в Англию и селится в Лондоне. Здесь она выступает с соло-концертами, а также как партнёр таких известных исполнителей, как Майра Хесс, Адила Факири, Андре Манжо, Гордон Брайан, Гильермина Суджа, Адольф Галлис и др. В 1927 Кларк становится соучредительницей фортепианного квартета «The English Ensemble». Выступает с концертами по радио в программах BBC. В конце 1920-х годов Р.Кларк всё меньше и меньше занимается композиторской деятельностью.
С началом Второй мировой войны Р.Кларк окончательно переезжает в США, где живёт в семьях своих братьев. Отношения с родными у неё не складываются. В 1939—1942 годах происходит временный, последний подъём в её творчестве как композитора. В 1942 Кларк представляет на музыкальном конкурсе в Беркшире свою Прелюдию, аллегро и пастораль для кларнета и альта. В последующее время она практически прекращает сочинять музыку. В 1944 году Р.Кларк выходит замуж за Джеймса Фрискина, пианиста и преподавателя музыки, знакомого ей ещё со времён совместного обучения в Королевской музыкальной академии. После замужества Кларк создала всего 3 произведения, в том числе написанную ею в 1954 году песню «God Made a Tree». В 1949 году она становится президентом нью-йоркского общества Чантанква, в котором выступала с концертами камерной музыки в 1945—1956 годах. В 1963 она получает почётный титул доцента Королевского музыкального колледжа.
Р.Кларк продала доствашуюся ей по наследству от П.Майлза скрипку Страдивари и на вырученные средства учредила при Королевской музыкальной академии премию Мэй Макле, в честь своей старой подруги и партнёра по выступлениям. Эта премия до сих пор ежегодно вручается наиболее выдающимся виолончелистам планеты.

### Известнейшие музыкальные сочинения
- «Shiv and the Grasshopper», песня на текст Р.Киплинга (1904)
- 2 Сонаты для альта (G-Dur, D-Dur), 1907-09
- «Shy One», песня на текст У. Б. Йейтса (1912)
- Morpheus для скрипки и фортепиано (1917-18)
- Sonata для альта (или виолончели) и фортепиано (1919)
- Piano Trio для скрипки, альта и фортепиано (1921)
- Chinese Puzzle для скрипки и фортепиано (1921)
- He that dwelleth in the secret place (91. Psalm) для смешанного хора (1921)
- «The Seal Man», песня на текст Джона Мейсфилда (1922)
- Rhapsody для виолончели и фортепиано (1923)
- «The Aspidistra», песня на текст Клода Флайта (1929)
- Cortège для фортепиано (1930)
- «The Tiger» (1929-33), песня на текст У.Блейка (1929-33)
- Passacaglia on an Old English Tune для альта (или виолончели) и фортепиано (?1940-41)
- Prelude, Allegro and Pastorale для виолончели и кларнета (1941)
- «God made a tree» (1954), песня на текст Екатерины Кендалл